# Torsö
Torsö (Zweeds voor Thors eiland, vernoemd naar Thor) is met een oppervlakte van 62 km² het grootste eiland van Vänern, het grootste meer van Zweden. Het ligt in de gemeente Mariestad en telt circa 550 inwoners.
Vroeger bestond Torsö uit twee eilanden, te weten Torsö en Fågelö. Aan het einde van de 19e eeuw vonden er opgravingen plaats en werden de eilanden door de aanleg van dijken met elkaar verbonden. Rond 1930 werd het water ertussen weggepompt. Heden ten dage wordt de voormalige meerbodem gebuikt voor het verbouwen van gewassen.

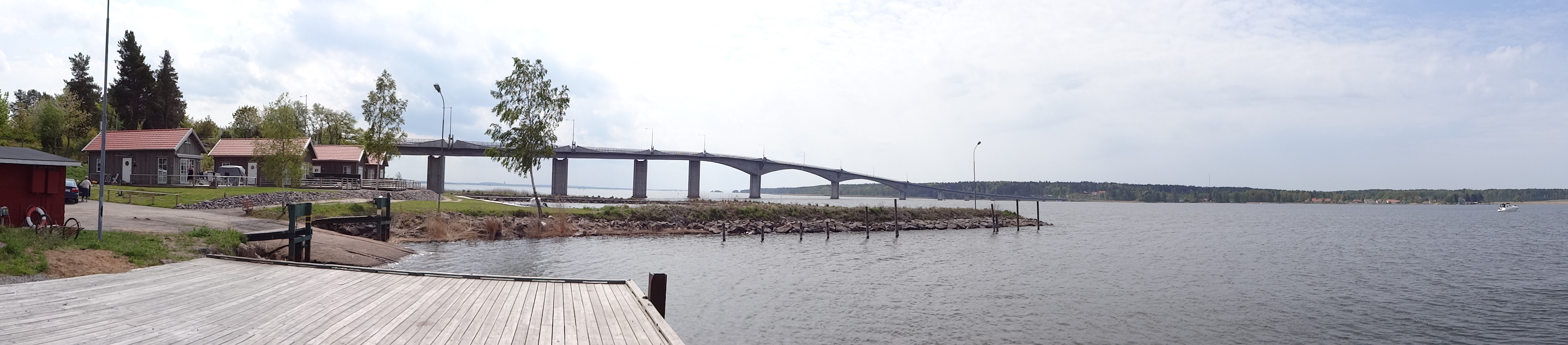
Torsöbron in 2012.

In november 1994 werd de Torsö-brug (Torsöbron in het Zweeds) voltooid. Deze loopt in een halve boog van Sundsörn op het vasteland naar Torsö. De brug is circa 900 meter lang en heeft een zeilvrije hoogte van 18 meter. Tot de opening van de brug waren bewoners afhankelijk van veerverkeer.